# Saint-Usage, Aube

Saint-Usage este o comună în departamentul Aube din nord-estul Franței. În 1 ianuarie 2022 avea o populație de 69 de locuitori.